# 系统策略编辑器
系统策略编辑器是在Windows 95、Windows NT 4.0和Windows 98中内置的一个系统工具。系统策略编辑器由一组注册表项组成，这些项用于控制用户或用户组可用的计算机资源。这些注册表项可应用于单个用户、用户组或登录到计算机的任何用户。
该工具通过读写注册表和安全设置来工作。用户设置存储在[HKEY_CURRENT_USER]注册表下。计算机设置保存在[HKEY_LOCAL_MACHINE]注册表下。而ADM文件是由系统策略编辑器使用的模板文件，用于存放基于注册表的策略设置在注册表中的存储位置。系统策略编辑器还向系统策略管理员提供了用户图形界面的控制界面。
在Windows 2000中，该工具被适用于微软管理控制台（MMC）的组策略管理单元取代。